# Rochus von Liliencron
Rochus Wilhelm Traugott Heinrich Ferdinand von Liliencron (8. december 1820 i Plön – 5. marts 1912 i Koblenz) var en tysk friherre, sprogmand og folkevisesamler.
von Liliencron studerede først teologi, så jura, men fra 1843 gammeltysk sprog, og habiliterede sig som docent i Bonn (1847). Efter det slesvigske oprør 1848, i hvilket han deltog som frivillig, blev han sendt til Berlin som befuldmægtiget for den provisoriske regering, men dimitteret 1850.
Da den danske regering nægtede at anerkende ham som professor i Kiel, blev han 1852 udnævnt til professor i filosofi i Jena, fik senere stillingen som kabinetsråd og kammerherre i Meiningen (1855) samt intendant for hofkapellet og hertugelig bibliotekar.
1869 drog han til München som medlem af det bayerske Videnskabernes Akademi for at overtage redaktionen af "Allgemeine Deutsche Biographie", som han førte til ende i 56 bind, et monumentalt værk af den allerstørste og varigste betydning. Fra 1876 var von Liliencron bosat i Slesvig by og provst for det adelige Sankt-Johannis-Kloster.
Hans vigtigste sproglige publikation er: Historische Volkslieder der Deutschen vom 13. bis 16. Jarhhundert, gesammelt und erläutert (4 bind, 1865—69); uvalg med musik i Kurschners Deutsche Nationallitteratur (13. bind) under titel Deutsches Leben im Volkslied um 1530 (1885).
Værdifulde er hans erindringer Frohe Jugendtage med skildringen af hans ophold i København og hans forlovelse og giftermål med frøken Tutein. Brudstykker af fortsættelsen findes i "Deutsche Rundschau". Også et par noveller og en biografisk skildring af
Kuhlau findes fra von Liliencrons hånd.